# الدوري البرتغالي الدرجة الثانية 1999–2000
الدوري البرتغالي الدرجة الثانية 1999–2000 هو موسم من الدوري البرتغالي الدرجة الثانية. فاز فيه F.C. Marco ‏.